# Quillaja
Quillaja là một chi thực vật hạt kín, chi duy nhất của họ Quillajaceae. Có thời nó từng được coi là một phần của họ Rosaceae. Quả thực, nó rất giống ở bề ngoài như các loài trong chi Kageneckia, một chi thuộc họ Rosaceae, cũng sinh sống ở Nam Mỹ, nhưng một loạt các dữ liệu, như dữ liệu giải phẫu gỗ lại gợi ý rằng nó nên loại ra khỏi họ Rosaceae. Nhưng nghiên cứu gần đây chỉ ra rằng nó thuộc về họ riêng của chính nó. Vỏ trong của cây vỏ xà phòng (Q. saponaria) chứa saponin, là dạng xà phòng tự nhiên. Các loài trong họ này là các cây gỗ mọc cao tới 25 m (82 ft).

## Các loài
Danh sách loài dưới đây lấy theo IPNI, mặc dù trong thực tế nói chung người ta chỉ công nhận từ 2 tới 4 loài cây gỗ nhỏ thường xanh, chủ yếu có hoa lưỡng tính, sinh sống trong khu vực ôn đới tại Nam Mỹ.
- Quillaja brasiliensis (A.St.-Hil. & Tul.) Mart
- Quillaja lanceolata D.Dietr.
- Quillaja lancifolia D.Don
- Quillaja molinae DC.
- Quillaja petiolaris D.Don
- Quillaja poeppigii Walp.
- Quillaja saponaria Molina
- Quillaja sellowiana Walp.
- Quillaja smegmadermos DC.

## Hình ảnh

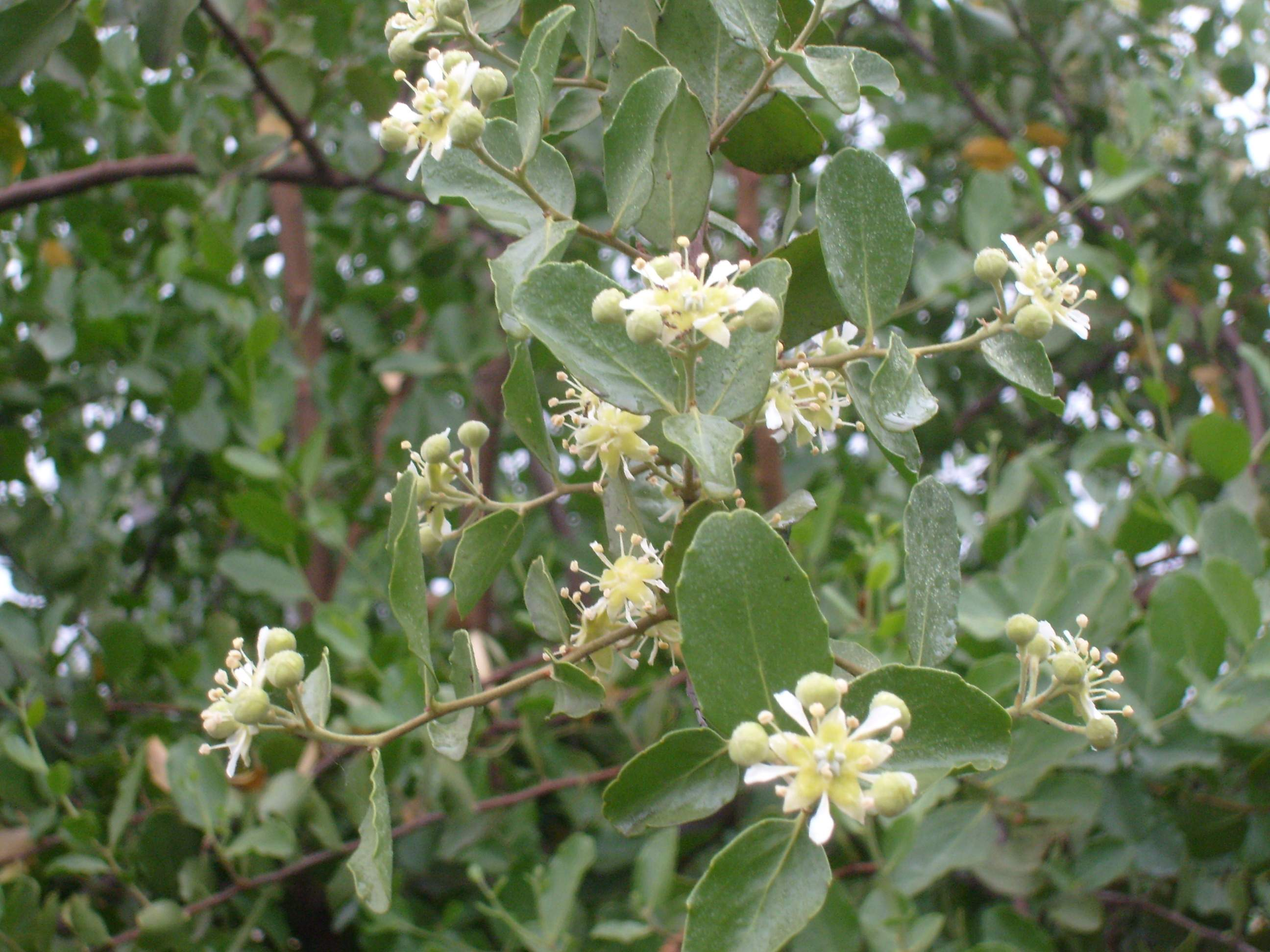
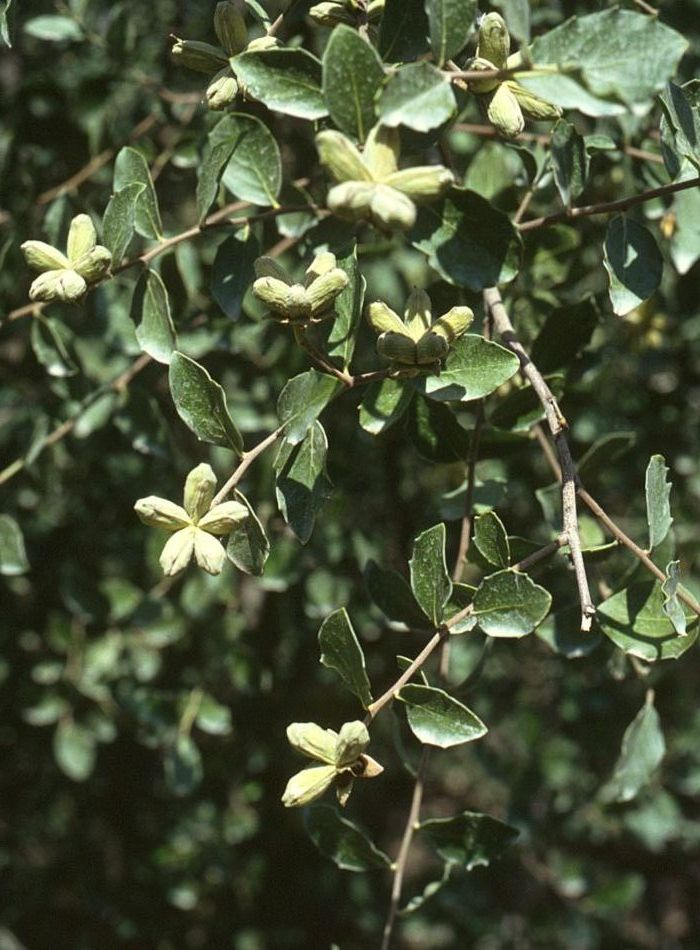
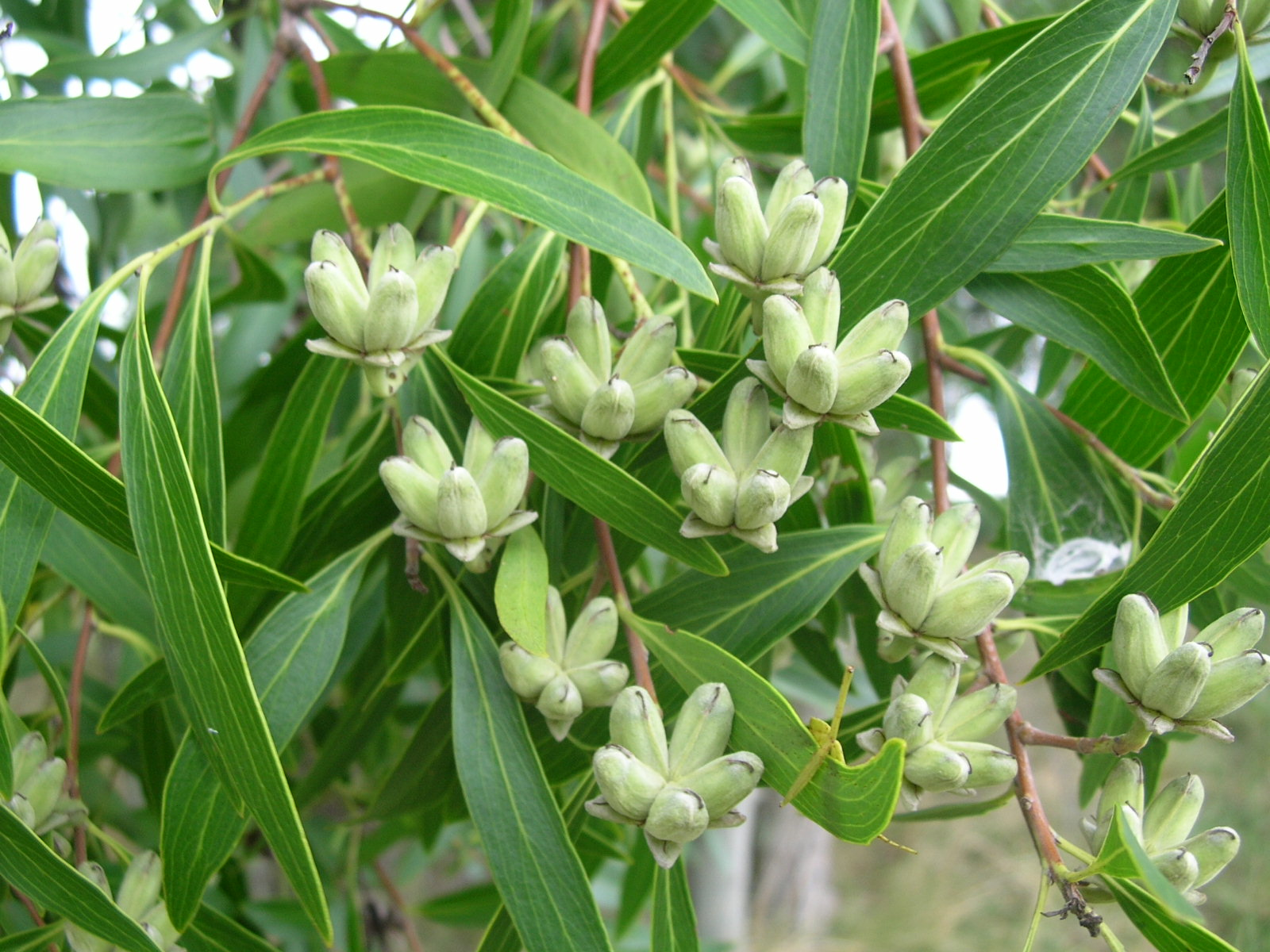
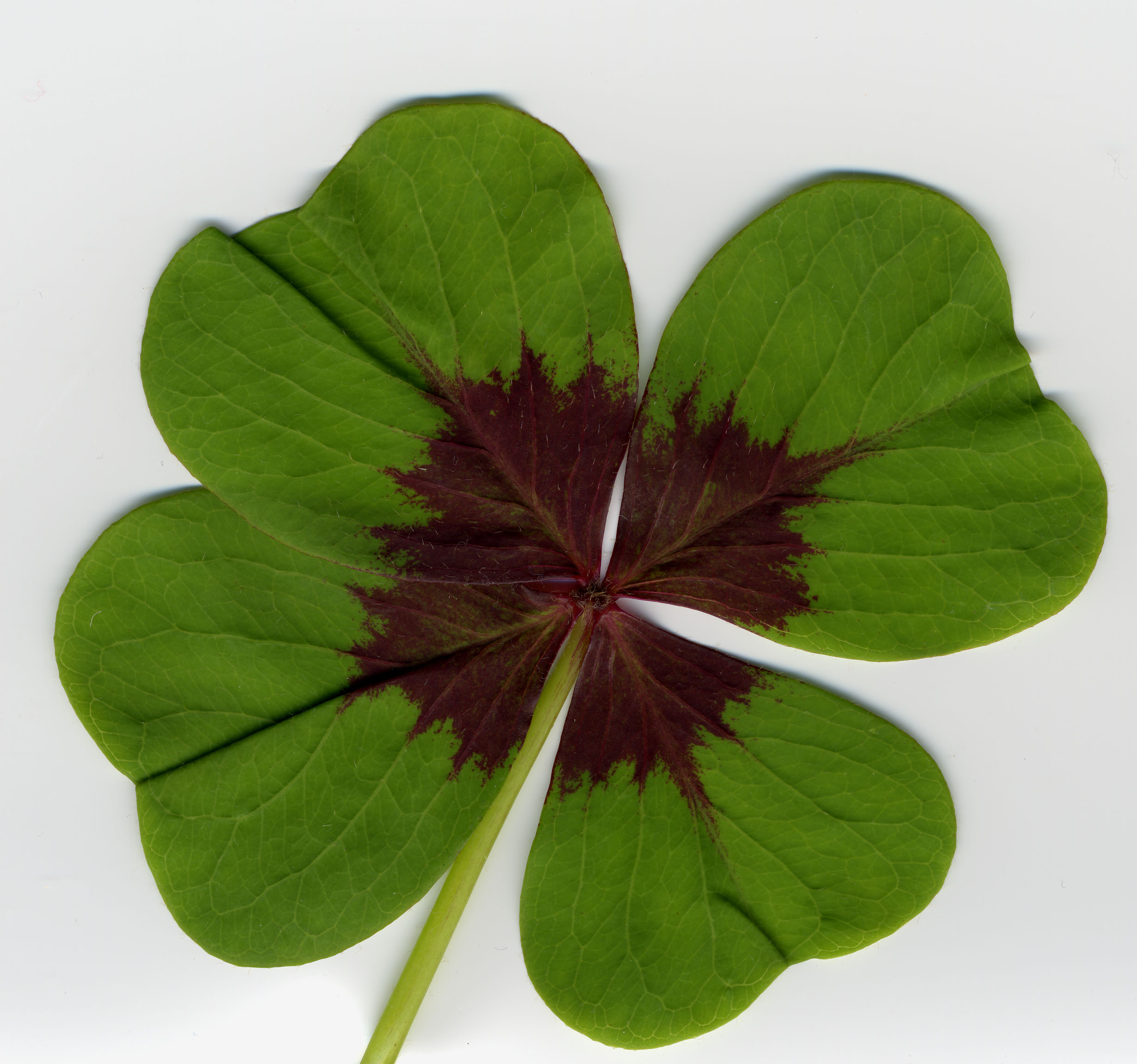